# Yohanan ben Beroka
Pour les articles homonymes, voir Yohanan.
Rabbi Yohanan ben Beroka (hébreu : רבי יוחנן בן בְּרוֹקַה, parfois ברוקא) est un Tanna (docteur de la Mishna) des seconde et troisième générations (IIe siècle EC).

## Éléments biographiques
Rabbi Yohanan ben Beroka est l'un des disciples de Rabbi Yehoshoua ben Hanania et un collègue de Rabbi Eleazar Hisma. Il maintient également un échange d'idées avec Rabbi Yohanan ben Nouri. Son fils, Rabbi Ishmaël ben Yohanan sera également un Sage éminent.

## Enseignements
De nombreuses lois ont été rapportées en son nom, en particulier sur des questions de droit civil et marital et beaucoup ont été adoptées : il estime par exemple la mesure nécessaire pour établir un erouv tehoumin à « une miche pour un poundion, quatre se'ot pour une se'a », autorise une femme ou un mineur à porter témoignage de l'endroit duquel un essaim d'abeilles est sorti et règle certaines conditions d'héritage.
Il a également transmis de nombreux enseignements extra-légaux : le verset « fructifiez, multipliez-vous et remplissez la terre » impliquerait que ce devoir a été dévolu tant à la femme qu'à l'homme. Son enseignement le plus célèbre concerne cependant la profanation du Nom divin : selon Rabbi Yohanan ben Beroka, « qui profane le Nom de Dieu, même en secret, est puni publiquement », que l'acte ait été intentionnel ou non.
Il rapporte aussi certaines traditions sur les cérémonies du Temple, notamment sur la cérémonie de Hoshanna Rabba.